# Beverley Kelso
Beverley Kelso (sinh tháng 4 năm 1948)  là một ca sĩ người Jamaica nổi tiếng với tư cách là thành viên ban đầu của The Wailers.
Sinh ra ở Kingston, Jamaica, cô theo học trường dự bị Miss Nembhard và trường tiểu học Denham Town ở Kingston.
Cô là một giọng ca chính, và là một trong những thành viên sáng lập của The Wailers (từ năm 1963 đến năm 1965). Theo Kelso, cô đã hát trên 25 bài hát của nhóm, bài cuối cùng vào cuối năm 1965.
Kelso di cư đến Hoa Kỳ vào năm 1979.
Cái chết của Junior Braithwaite năm 1999 và cái chết của Cherry Smith năm 2008 đã khiến Kelso và Bunny Wailer trở thành những thành viên sáng lập duy nhất còn sống sót của Wailers.
Năm 2012, cô tuyên bố rằng cô đang lên kế hoạch viết một cuốn sách về thời gian của mình trong The Wailers. Hiện cô sống ở Brooklyn, New York.